# نپتونیت
نپتونیت  (به انگلیسی: Neptunite) با فرمول شیمیایی KNa2Li(Fe2+  Mn)Ti2[O-Si4O11]2 از مجموعه کانی هاست و از کلمه Nepture نپتون خدای دریا اخذ شده‌است. محلول در HF SiO۲:۵۵٫۹۸٪ TiO۲:۱۸٫۶۱٪ MnO:۵٫۰۶٪ FeO:۴٫۱۸٪ Li2O:۳٫۴۸٪ Na2O:۷٫۲۱٪ K2O:۵٫۴۸٪ برای اولین بار در آمریکا کشف شد و از نظر شکل بلور: منشوری- ماکله، رنگ: سیاه - قهوه‌ای - سیاه، شفافیت: غیر شفاف - نیمه شفاف، شکستگی: صدفی، جلا: شیشه ای، رخ: کامل - مطابق با سطح، سیستم تبلور: مونوکلینیک و در رده‌بندی سیلیکات است همچنین خاصیت مغناطیسی ندارد و منشأ تشکیل آن ماگمایی - دگرگونی - هیدروترمال است.
همایند کانی‌شناسی (پارانژ) آن سختی - پاراژنز - قابلیت انحلال دراسیدهاایلوائیت - تورمالین- ناترولیت- ادیالیت- بنیتوئیت است
، از نظر ژیزمان بلوری کمیاب است و بیشتر در گروئنلند، ایرلند، آمریکا، کانادا و URSS یافت می‌شود.